# La Pléiade (revue)
Pour les articles homonymes, voir La Pléiade.
La Pléiade dite aussi la Seconde Pléiade, est une revue artistique et littéraire française fondée à Paris par Rodolphe Darzens en mars 1886 et reprise par Louis-Pilate de Brinn’Gaubast en 1889. Elle est considérée comme à l'origine du nouveau Mercure de France lancé en 1890.

## La Pléiade(1886)
La première série imprimée chez Alcan-Lévy sous couverture violette comprend sept livraisons, de mars à novembre 1886, sans parution en septembre-octobre. Le tirage était de 200 exemplaires avec comme adresse de rédaction le 99 rue de Richelieu.
Le comité de rédaction, sous la direction de Rodolphe Darzens, comprend Jean Ajalbert, Camille Bloch[réf. nécessaire], Louis Dareste (secrétaire de rédaction), Rodolphe Darzens (directeur), Maurice Maeterlinck, Éphraïm Mikhaël, Grégoire Le Roy, Pierre Quillard, Paul Roux, Saint-Meleux, Alexandre Tausserat, Charles Van Lerberghe. L'adresse aux lecteurs du premier numéro est signé Théodore de Banville. Un seul numéro est illustré, le 4e, avec une gravure de Marcel Capy. Les chroniques artistiques sont signées Henri Vinayde. On trouve par ailleurs des textes de Jean Ajalbert, Edmond Bailly, Émile Michelet[réf. nécessaire], René Ghil, Raphaël de Valero, Georges Payelle.

## La Pléiade(1889)
La seconde série est inaugurée le 15 avril 1889 et comprend 5 livraisons jusqu'en septembre-octobre 1889. L'adresse de rédaction est au 18 rue Duperré. 
Dirigée par Louis-Pilate de Brinn’Gaubast, celui-ci fait appel aux textes de Gabriel-Albert Aurier, Maurice Barrès, Edmond Barthélemy, Alexandre Boutique, Julia Daudet, Édouard Dubus, Louis Dumur, Georges d'Esparbès, Julien Leclercq, Charles Morice, Rachilde, Paul Roinard, Pierre Quillard, Gabriel Randon, Saint-Pol-Roux, Laurent Tailhade, Alfred Vallette et Francis Vielé-Griffin.
En janvier 1890, cette revue devient la nouvelle série du Mercure de France.